# Caprile
Caprile är en ort och kommun i provinsen Biella i regionen Piemonte i Italien. Kommunen hade 190 invånare (2018).